# بابی گولدتورپ
بابی گولدتورپ (انگلیسی: Bobby Goldthorpe؛ زادهٔ ۶ دسامبر ۱۹۵۰) بازیکن فوتبال اهل بریتانیا است.
از باشگاه‌هایی که در آن بازی کرده‌است می‌توان به باشگاه فوتبال کریستال پالاس، باشگاه فوتبال چارلتون اتلتیک، باشگاه فوتبال بث سیتی، باشگاه فوتبال فولام، و باشگاه فوتبال برنتفورد اشاره کرد.